# 光苔事件
光苔事件（日语：／）是1944年5月發現的屍体損壞案，案發地點位於現日本北海道目梨郡羅臼町。事件中，一艘日本陸軍徵用船遭難，船長在嚴冬的知床岬無食物可吃，最終吃掉了同行船員的遺体並生還。
一般認為此事件是日本歷史上不少食人事件中，首次有食人者獲刑，事件亦被民間視為「唯一獲法庭審判的食人事件」。但其實日本刑法並無食人相關規定，釧路地裁實際上是將事件當作屍体損壞案處理。
事件名称來源於武田泰淳以此事件為題材創作的改編小說《光苔》。武田創作過程中並無接触過食人的船長，事件僅為小說的靈感來源。

## 經過
1943年12月，正值太平洋戰争，一艘載有7名船員的日本陸軍徵用船啟程前往小樽市修理船身，途中在知床岬近海遭遇風暴觸礁。
船員無奈下船，登上嚴冬中的北海道知床半島Pekinno鼻。在冰雪及雪暴中，徵用船船長（29歲）與其他船員失散，走到了一間小屋（番屋）。之後最年青的青年船員（18歲）亦一個人穿越雪暴，走到這間番屋。2人又轉移到附近另一間番屋生活了一段時間，期間18歲的船員體力耗盡，在缺乏食糧的情況下最終死亡。船長其後吃掉了他的遺体。
1944年2月，船長在羅臼町岬町找到一家漁民，向屋內老夫婦求助，知悉知床岬冬季嚴酷環境的老夫婦驚訝不已。船長表示：「船隻失事，其他船員全死了。我在登陸地点附近找到一間番屋，靠吃屋內的食糧（味噌、蜂斗菜的漬物、裙帶菜等海草）及被沖上岸的海豹的肉活了下來」，又說雪暴吹襲下，只有他和1名男性厨師抵達番屋。船長補充道，他是以番屋內備有的火柴生火，用瓶子裏僅剩一點點的味噌及鹽煮成味噌汁和鹽湯，喝了下去。
船長回到家鄉後，獲盛贊為「奇蹟神兵」（其實船長是以平民身份被徵召，並未服兵役）。然而考慮到船長的言行舉止及不自然的生還状況，警察及軍部内開始有人懷疑他吃了人，一些人並独自進行內部調查。
2月18日，警察前往船長漂至的Pekinno鼻南部展開現場調查，期間在Pekinno鼻北部發現並回收厨師凍死的遺體。之後軍部下達封口令，調查中断。5月，船長過冬番屋的主人發現番屋附近的蘋果箱藏有白骨，隨即報警。警察再次前往現場調查，並在Pekinno鼻北部再尋回2具遺体。警方並懷疑剩下沒有找到的2人亦被船長吃掉（船長否認）。
6月，警察依殺人、屍体遺棄及屍体損壞嫌疑拘捕船長。船長對警察承認曾吃掉1名船員的遺体，但就否認有殺人。
檢察最後依屍体損壞嫌疑落案起訴船長。由於刑法無食人相關規定，審訊中未就食人提出控罪。8月，法庭判定本案中緊急避難不成立，同時認定船長犯案時精神衰弱，判監1年。
1954年，武田泰淳發表事件改編小說《光苔》。

## 民間傳言
船長食人一事當時未有報章報道，而是經口耳相傳逐漸傳開。由於法庭記錄已被銷毀，案件調查記錄亦在戰後發生的火災中付之一炬，事件詳情考證困難，故民間出現了各種各樣的猜測。
戰後的羅臼鄉土史將此事作為船隻失事事件收錄，但內容以民間傳言為基礎，官方記錄消失後未知有多少是真實。武田泰淳依照羅臼鄉土史及當地傳言寫成小說《光苔》，結果小說内容就這樣被民間當成了事實。
到了最後，民間傳言演變成船長一個接一個地殺害並吃掉了船員。

## 船長心境
合田一道對船長進行了15年的追蹤採訪，直至船長1989年12月去世方結束。船長每次都不會一下講述很多，只會斷斷續續地回答提問，而合田在船長去世後綜合數次採訪記錄，將船長每次的發言串聯成一本書出版。書中說，在身心承受力到達極限時吃了人的船長，即便数十年過去，自身也無法理解究竟當時為何會食人。船長知道自己吃了人，且對當時的情形記憶鮮明；他做了幾次噩夢，夢見自己被閻魔大王斷罪。船長表示，生還之後警察一上門，自己就立即察覺到「是那件事情」，問話剛開始就爽快地承認了食人。
被判屍體損壞罪成、即時入獄1年的船長一直說「吃了人的我怎能只入獄1年就算」，之後数十年間均覺得自己干犯重罪，「死刑都不夠」。面對周圍說他「就是那家伙吃了人啊」，船長認為他們說的是事實，故選擇保持沉默。船長亦試過跳崖自殺。
被問及是否殺害了同在番屋的船員，船長回答道「為何一定要殺他呢」，神情哀傷。受小說《光苔》等的影響，民間盛傳船長是「殺害並吃掉了」船員，船長覺得反駁亦無用，因此甚麼都沒有說。
船長去世前曾期望再次前往Pekinno鼻，最終未成事。

## 相關作品
- 武田泰淳　《光苔》　新潮社〈新潮文庫〉、改版版、1992年、ISBN 978-4101091037。
- 電影《光苔》（導演：熊井啟）
- 歌劇《光苔》（作曲：團伊玖磨）
- 話劇《光苔》（劇團四季、演出：浅利慶太）

## 註脚

### 引用
1. 1 2 3 4 5  釧路地方檢察廳/森山英一（原釧路地方檢察廳檢事正）. . 1994年  [2017-06-21]. （原始内容存档于2018-07-25）.
2. ↑   (PDF). . : 116.   [2019-12-29]. （原始内容存档 (PDF)于2020-07-19）.
3. ↑  . www.kensatsu.go.jp.   [2019-12-29]. （原始内容存档于2019-12-29）.